# ورزشگاه المپیک تورین
ورزشگاه المپیک تورین (به ایتالیایی: Stadio Olimpico di Torino) ورزشگاه خانگی باشگاه فوتبال تورینو در شهر تورین ایتالیا می باشد.